# Premnitz
Premnitz là một đô thị thuộc huyện Havelland, bang Brandenburg, Đức.